# Cosmococcus erythrinae
Cosmococcus erythrinae är en insektsart som beskrevs av Borchsenius 1959. Cosmococcus erythrinae ingår i släktet Cosmococcus och familjen Lecanodiaspididae. Inga underarter finns listade i Catalogue of Life.